# Jan Alois Sudiprav Rettig
Jan Alois Sudiprav Rettig (21. července 1774 Kvasiny – 26. července 1844 Litomyšl) byl český právník, obrozenecký spisovatel a překladatel.

## Život
Rettigův otec byl Němec, matka Češka. V letech 1794 až 1801 studoval práva. V roce 1807 se oženil s Magdalenou, roz. Artmannovou.

## Dílo
- Kouzelná píšťala aneb Na odslouženou v Klevetníku, knižně 1821
- Neškodí přátel zkoušeti, knižně 1822
- Sňatek ze žertu, knižně 1841
- báseň Jablíčka, v Dobroslavu 1820, po zhudebnění zlidověla

Rettig přeložil několik německých básní. Jeho překlady antických autorů (Horatia, Seneky, Plauta a Terentia) nebyly publikovány.